# ボーイング737 MAXにおける飛行トラブル
ボーイング737MAXにおける飛行トラブル（ボーイング737マックスにおけるひこうトラブル）は、2019年3月11日からボーイング737 MAXが一時的な運航停止となったトラブルである。

## 概要

### 背景

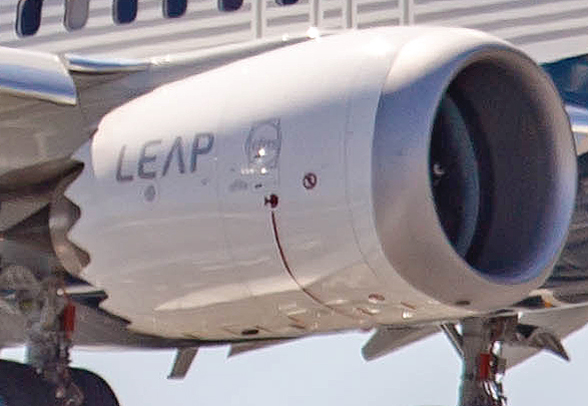
737MAXに装備されたCFMインターナショナル LEAPエンジン

ボーイングは従来型の737NGシリーズ（737-600/-700/-800/-900）の後継機として、ボーイングY1の開発を計画していた。しかし、ライバルであるエアバスがA320のエンジン改良型であるエアバスA320neoを発表し、その燃費のよさから大量の受注を獲得すると、ボーイングはより短期間でエアバスに対抗できる新型機を開発する必要が生じ、737にA320neoと同じLEAPエンジンを搭載した737MAXを開発することを決定した。
設計上課題となったのは、大型化されたエンジンをどのように搭載するかという点である。1967年に初飛行した第1世代の737-100/-200はファン口径の小さいエンジン（JT8D）を主翼に直付けする前提で設計されたため、地面とのクリアランスが低い設計となっていた。737-300/-400/-500・737NGシリーズ（737-600/-700/-800/900）からファン口径の大型化されたエンジン（CFM56-3B、CFM56-7B）が装備されることになるが、従来の737の主翼では直に装備できないため、パイロンで主翼前方に突き出すとともに、地面とのクリアランスを確保するよう底面をやや平らにした、独特なおむすび型のエンジンカウルが導入された。
737MAXではCFM56よりさらに大型化された、LEAPエンジンが採用された。燃費は約14%改善させるが、エンジンのさらなる大型化やナセルの形状変更に伴い、地面とのクリアランスを確保するためエンジンの取り付け位置を従来の737NGシリーズよりも若干上方および前方に移動させる必要が生じた。
地面とのクリアランスを確保する方法に降着装置（ランディングギア）を延長する案もあるが、737の設計ではこれ以上延長できず、この案を採用するには機体を再設計する必要があった。

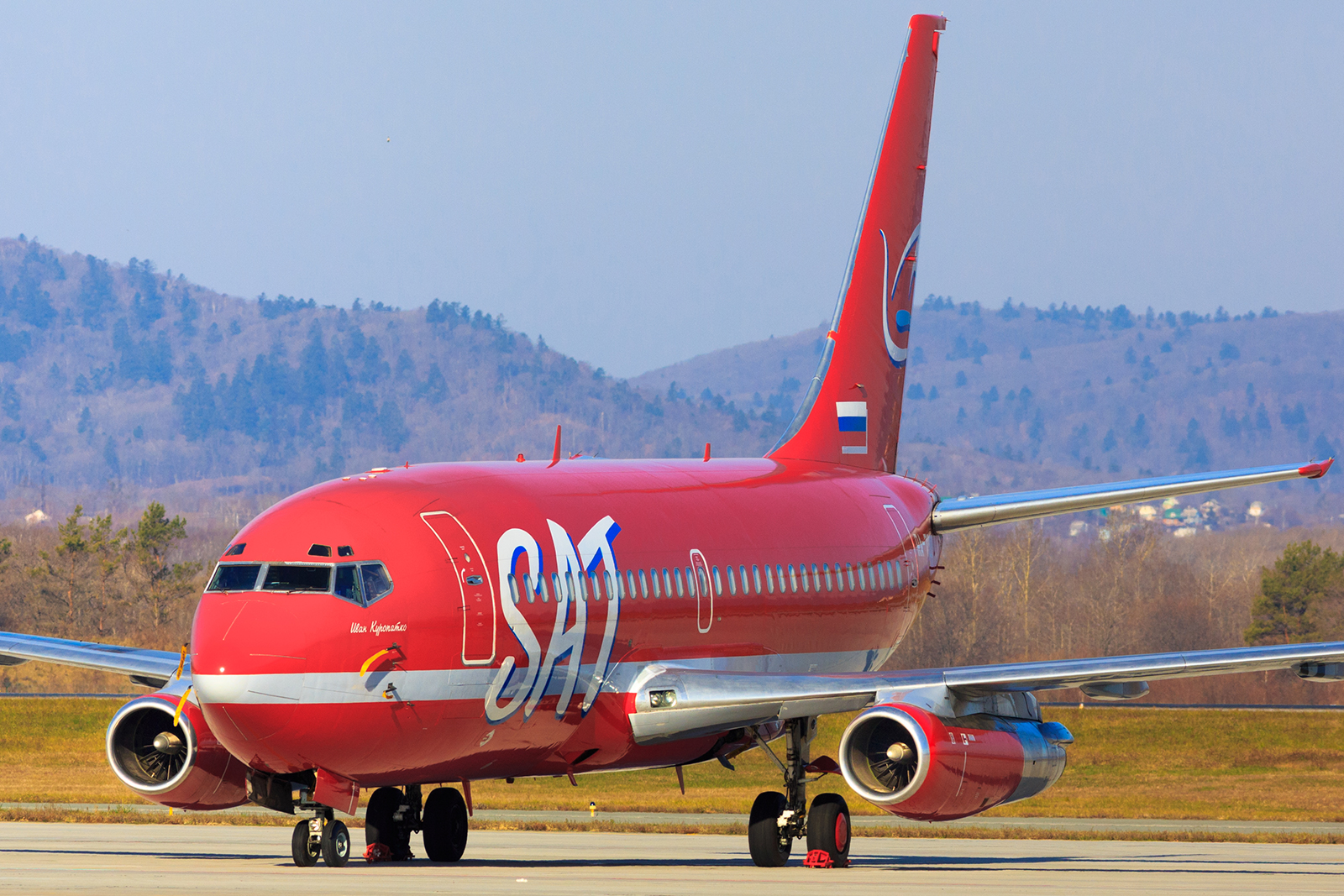
ボーイング737-200。 737-100/200ではエンジンの大型化を考慮しなかったため、胴体と地面のクリアランスが低くなっている。
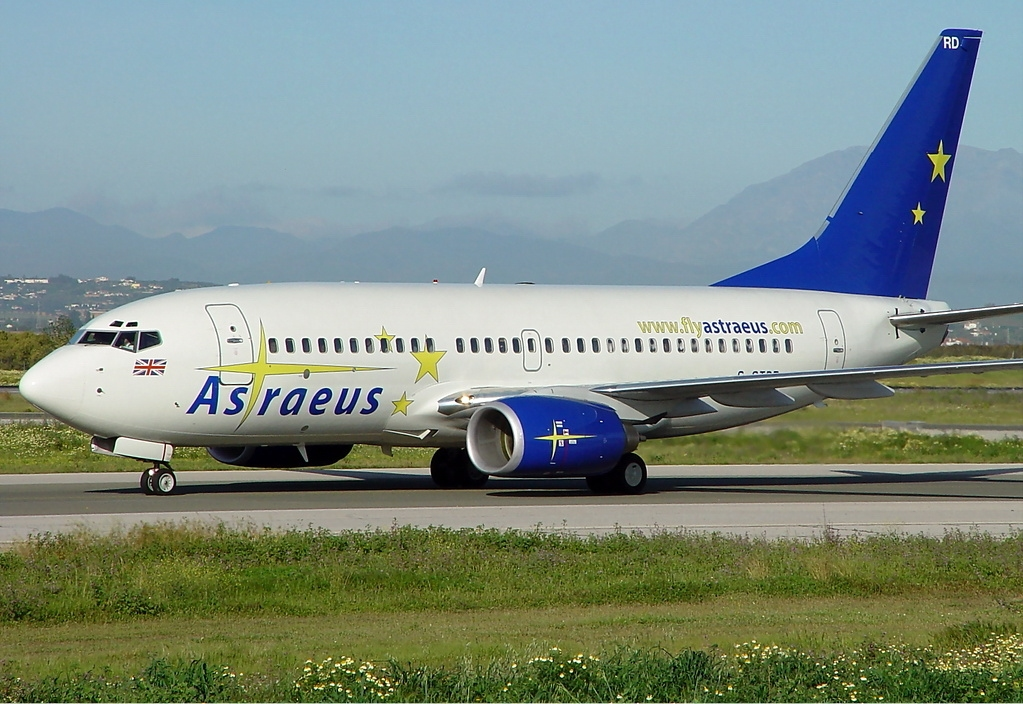
ボーイング737-700
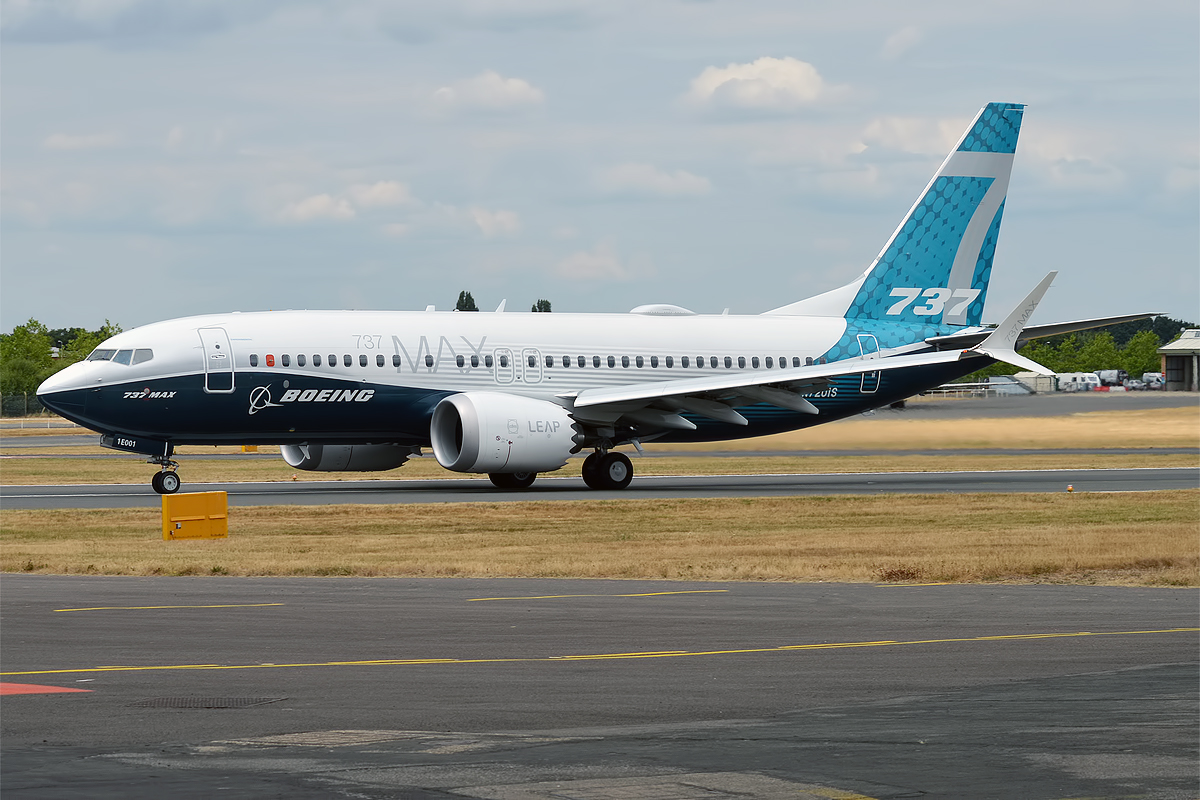
ボーイング737-7。 エンジンナセルの大型化により、先代の737-700（左）と比して上端が若干高くなっている。
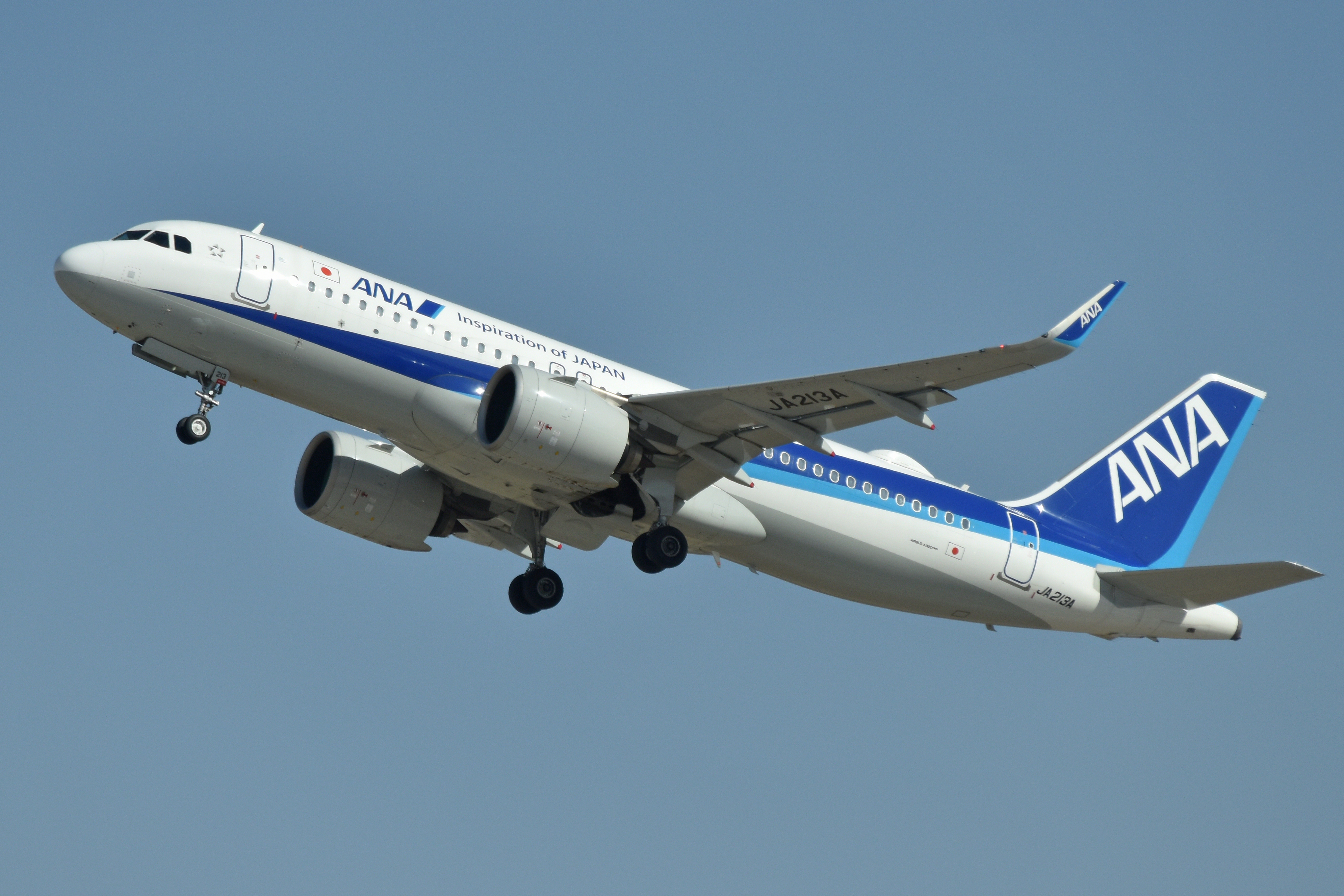
737 MAXと同型のエンジンを搭載するエアバスA320neo。 A320および派生型もパイロンにエンジンを装備する前提で設計されたため、胴体と地面のクリアランスが高くなっている。

エンジンの取り付け位置が若干移動した影響で、機体が仰角を取った時ナセルに揚力が発生し、機体にピッチアップのモーメントが働き、より高仰角になる（デパーチャー方向に振れる）特性があった。わかりやすくいえば、ボーイング737MAXにはそもそも機首上げが起きやすい特性があった。
そのため、ボーイングはデパーチャーによる失速（適切でない機体姿勢に陥った際の失速）を防ぎ、機体特性を737NGと同様に振舞わせるため「操縦特性補助システム」（Maneuvering Characteristics Augmentation System）と呼ばれる操縦支援システムを737MAXに導入し、ソフトウェア的に解決させようとした。
MCASは機首の左右に2基ある迎角（AoA）センサーの片方の値を取り込み、一定値を超えた状態で、機体コンフィギュレーション（フラップ角度等）および対空速度・高度が閾値を超えていた場合に作動し、水平尾翼の水平安定板（スタビライザー）のトリムを自動的に操作して機体を降下させる。MCASが作動した場合、スタビライザートリムホイールが動くが、パイロットがMCASを解除するにはオートトリムを切り、スタビライザー制御システムのカットオフスイッチを切ってマニュアルにし、手動でスタビライザートリムホイールを回してジャッキスクリューを回転させなければならない。

### MCASの欠陥
飛行トラブルの主因となったのは、MCASの設計上の欠陥である。前述の通り、MCASは2基ある迎角（AoA）センサーのうち片方の値だけを取り込んで動作するように設計されており、異常値を検出する仕組みがなかった。そのため、もしセンサーが故障した場合でも、MCASが作動してしまうという問題が発生した。
また、2基の迎角（AoA）センサーの値が異なっていることを警告するAoA Disagreement Alertはオプション装備とされていた。そのため、パイロットは異常な機首下げが起こった際に、AoAセンサーの故障でMCASが誤作動したという原因について認識できなかった可能性がある。
ボーイングはパイロットが読むマニュアルにMCASの存在を意図的に掲載せず、FAAの型式証明取得時にも既存システムへの追加機能として説明を行った。このような対応がとられた背景には、ボーイングが737MAXの宣伝材料として「パイロットが737NGシリーズから移行するための訓練がほとんど不要」であることを利用しようとしていたことがある。737MAXを最大約400機発注していたサウスウエスト航空は、仮に737MAXで追加訓練が必要になった場合ボーイングが1機につき100万ドルを補償する約束を結んでおり、またボーイングによるMCASを同社が運行する737NGに一時的に積む試験にも協力していた。こういった経営的圧力の下、「追加訓練の回避」のために安全が軽視された疑いが指摘された。FAAは、既存の737シリーズの操縦資格を持つパイロットが737MAXを操縦するのにシミュレーターによる追加訓練を義務付けず、タブレット端末で56分間の講習を受けるだけで乗務を認めた。
737NGと737MAXの操縦特性の違いについては、それについての訓練をしていればMCASなしでもパイロット側で十分対応可能なものであったとされている。

### ライオン・エア610便墜落事故

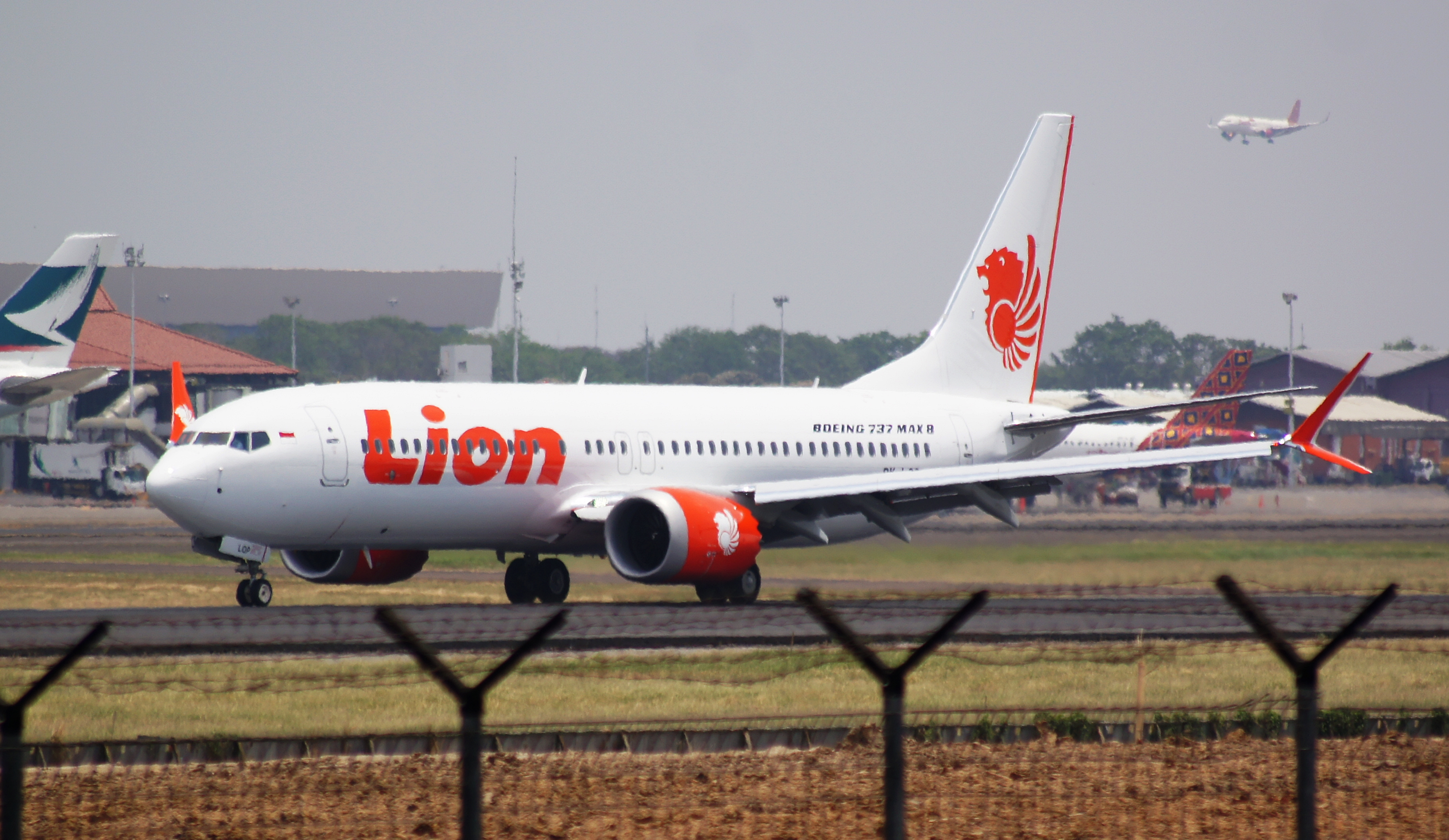
事故機のPK-LQP

就航してから17か月後の2018年10月29日、インドネシアのジャワ海でライオン・エア610便（ボーイング737MAX 8型機、PK-LQP）が離陸後約10分で墜落、乗客乗員189名全員が死亡した。
飛行データの解析によれば、2つあるAoAセンサーのうち1つが故障により誤った角度を示していた。これにより、MCASが機首が上がりすぎていると判断して下降操作を行い、上昇操作を行っていたパイロットとせめぎ合いになる形で墜落した。

### エチオピア航空302便墜落事故

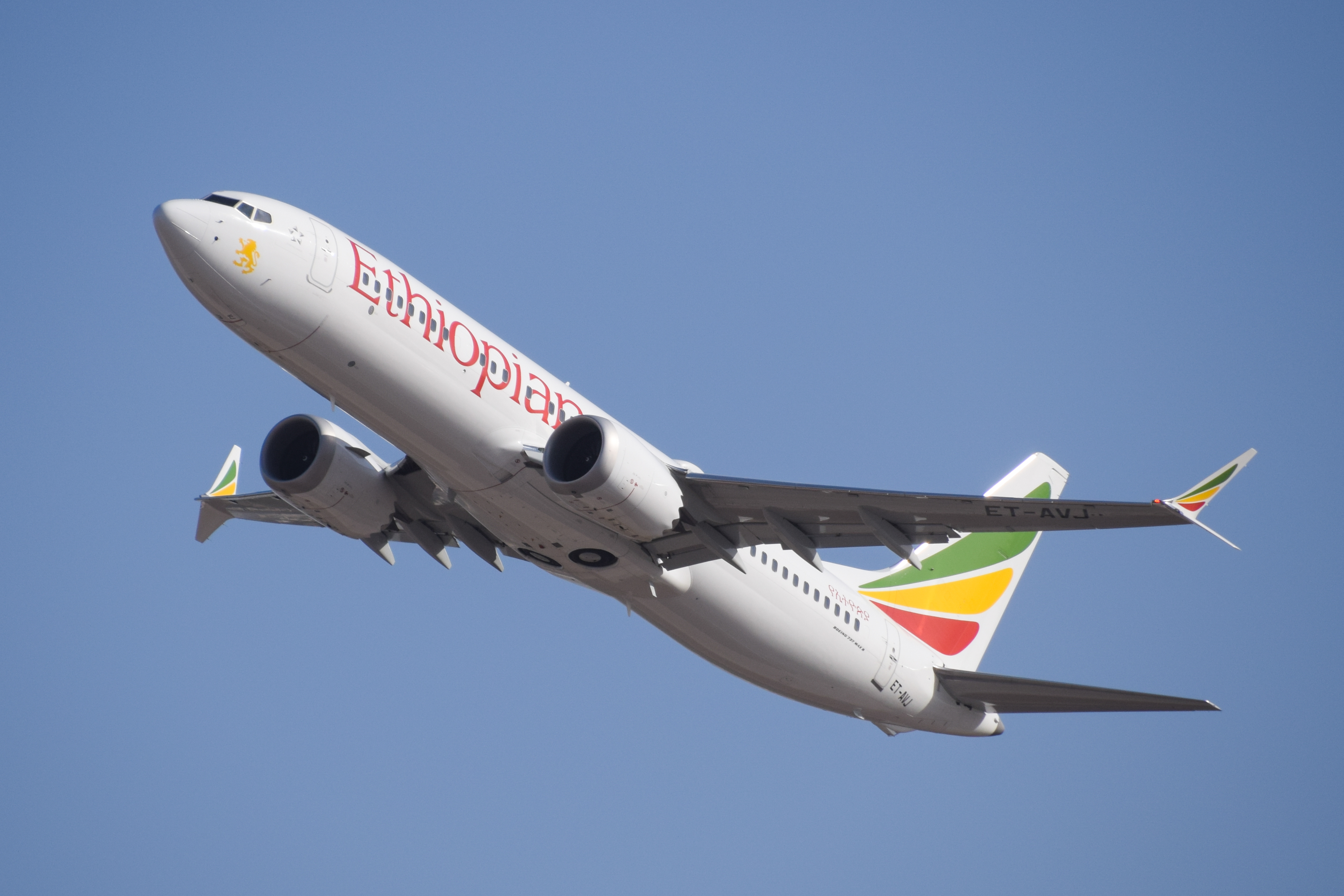
事故機のET-AVJ

ライオン・エアの墜落事故から5ヶ月半後の2019年3月10日、エチオピアのアディスアベバ、ボレ国際空港より離陸したエチオピア航空302便（ボーイング737MAX 8型機、ET-AVJ）が、離陸後約6分で墜落し、乗客乗員157名全員が死亡した。
ボーイング737MAXが半年を経ない間に2回墜落事故を起こし、合わせて346名の人命が失われた。また、302便の事故の犠牲者には30か国の人々や国際連合の職員も含まれており、世界中に衝撃を与えた。なお、両機の犠牲者の国籍は36ヶ国に及ぶ。その上、2つの事故の経緯があまりに酷似していたため、ボーイング737MAXの安全性が強く疑われることになった。
4月4日、暫定報告書が提出された。その中でライオン・エアの墜落事故の後にFAAが発表した、MCASが異常を起こした時の対処方法を操縦士が行なったにもかかわらず、墜落したという事が報告された。
エチオピア運輸省は暫定報告書の中で、ボーイングに対して、MCASの詳細な調査報告を要求した。

## 各国の運航停止措置
エチオピア航空302便の事故後から、各国から運航停止命令が出されるようになった。
一般的には航空機の製造国（今回の場合はアメリカ政府）が判断を示した後に各国が運航停止の措置を取る事が多い。しかし、今回は後述する通り、アメリカの判断を待たずして数多くの国が運航停止を指示した。国土交通省の幹部は「製造国の米国政府が判断を示していない段階で、中国や欧州が運航停止を指示したのは、かなり踏み込んだ判断だ」とAERAの取材に対して述べている。中国が世界に先駆けて運航を禁じたのは米中貿易戦争が影響していたとされる。

### 中国・インドネシア・モンゴルなどでの飛行禁止命令

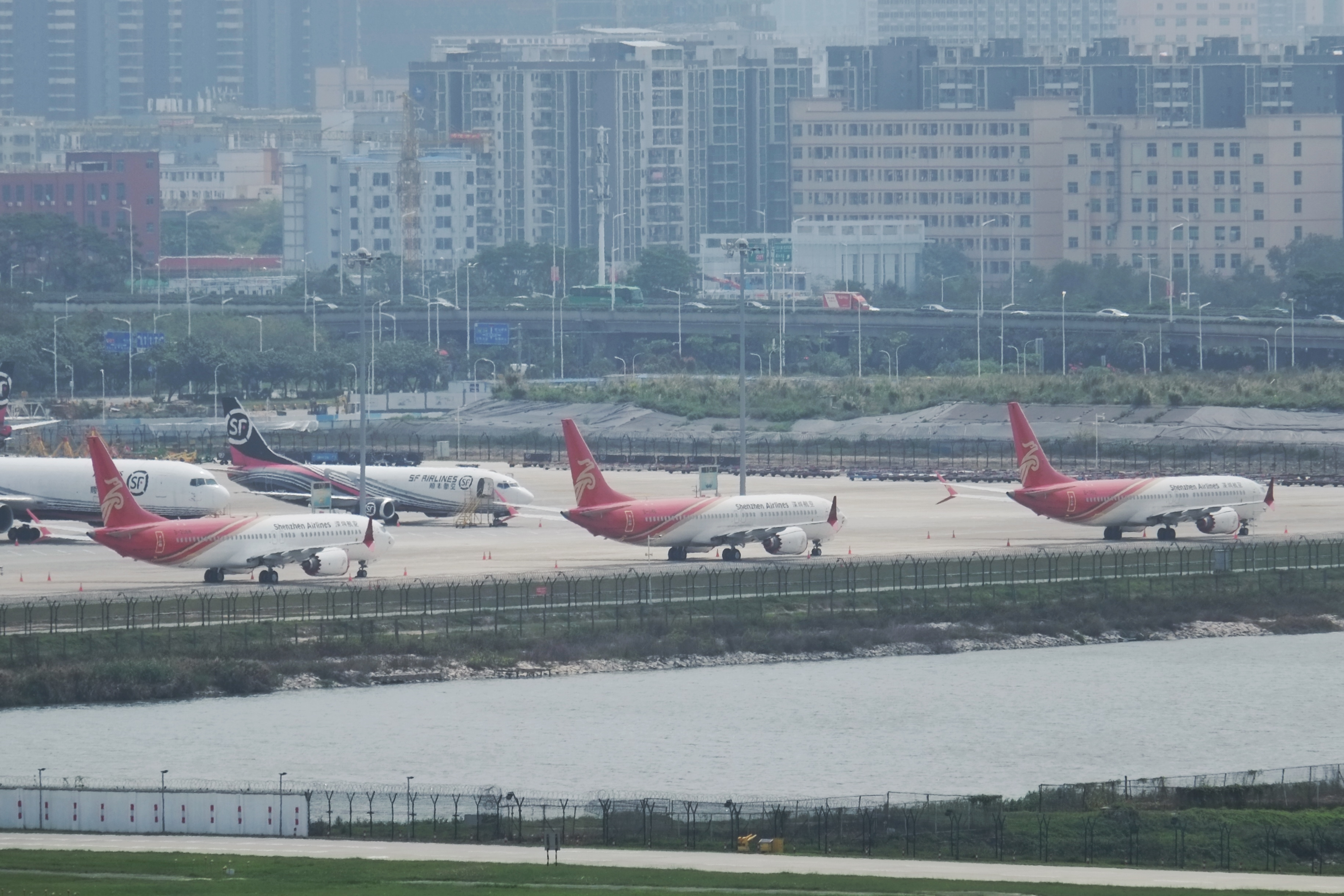
運行停止により深圳宝安国際空港へ駐機された深圳航空の737MAX

エチオピア機墜落事故の翌日の2019年3月11日、中華人民共和国の中国民用航空局(CAAC)は、中国大陸内のすべての航空会社に、同機の運航を停止するように指示した。

この指示により運航を停止したのは
- 中国南方航空
- 中国国際航空
- 中国東方航空
- 海南航空
- 九元航空
- 山東航空
- 深圳航空
- 上海航空
- 厦門航空
- 奥凱航空
- 福州航空
- 昆明航空
- 祥鵬航空

の13社である。
同日、インドネシア、モンゴルも同様の措置をとった。さらに数社が自主的に運航を取り止めた。
運航を停止したのは
- エチオピア航空
- ガルーダ・インドネシア航空
- ライオン・エア
- MIATモンゴル航空
- ケイマン航空
- コムエアー
- ロイヤル・エア・モロッコ
- ゴル航空
- アルゼンチン航空

などである。

### 運航停止国の拡大
翌日3月12日には、シンガポールの民間航空局が、チャンギ国際空港への同機の離着陸、同国の空域通過を全面禁止した。同日、オーストラリア、マレーシア、オマーン、インドなども同様の決定を下した。

運航を停止したのは
- シルクエアー（2021年にシンガポール航空に吸収合併され消滅。MI所属の737MAXは全機SQへ移管）
- スパイスジェット
- ジェットエアウェイズ（経営破綻）
- オマーン・エア

など。
さらに、欧州連合(EU)は、ヨーロッパ航空安全庁(EASA)、イギリス民間航空局(CAA)を通して12日の19時(グリニッジ標準時)から、EU国内での同機の運航、空域通過を全面禁止すると発表した。この決定により、世界中で同型機の運用停止が加速することとなった。

### エチオピア航空CEOの呼び掛け
3月13日、エチオピア航空のCEO、テウォルデ・ゲブレマリアムは、世界の737MAXの全機の運用停止をするよう呼び掛けた。

### カナダ・アメリカでの飛行禁止
3月13日午前にはカナダも運航停止を決定。
さらにアメリカ合衆国も、同日にドナルド・トランプ大統領が大統領令により同型機の運航と領空内の飛行を禁止した。これによって、
- アメリカン航空
- ユナイテッド航空
- サウスウエスト航空
- エア・カナダ
- ウエストジェット航空

の5社で運用停止となり、
最後に残されたパナマのコパ航空も運用停止となったことにより、737MAX型機の運航が全世界で停止となることが確実となった。
その後、製造国であるアメリカ合衆国の決定を受ける形で、日本などが自国空域の飛行禁止を決定した。

### 全機運用停止
現地時間の3月14日、0時30分にハリファックス・ロバート・L・スタンフィールド国際空港に着陸したエア・カナダ7054便（サンフランシスコ国際空港発）を最後に、ボーイング737MAXによる全てのフライトが一時的に消滅することとなった。ただし、FAAは乗客を乗せないフェリーフライトは許可している。
また、FAAの飛行差し止め発表の際におよそ30機の737MAXがアメリカ空域を飛行していたが、目的地まで向かうことを許可され、その後運用停止となった。一方ヨーロッパでは、飛行差し止め命令が出された際、イスラエルに向かっていたノルウェー・エアシャトルの1機の737MAXがストックホルムにダイバート、イギリス（ガトウィック空港、バーミンガム空港）に向かっていたトルコ航空の2機の737MAXがトルコへダイバートするなど、目的地変更をする便も出た。

### 特定の機種の航空機が運用停止になった例
特定の機種の航空機が全世界で一斉に運用停止となったのは2013年のボーイング787（ボーイング787のバッテリー問題）以来である。また、過去にも1946年のロッキード コンステレーション（トランスワールド航空513便）、1947年のダグラス DC-6（ユナイテッド航空608便）、1954年のデ・ハビラント コメット（英国海外航空781便・南アフリカ航空201便）、1979年のDC-10（アメリカン航空191便）、1982年のYak-42（アエロフロート航空8641便）、2000年のコンコルド（エールフランス4590便）などでも同様の状況になっている。

### 運用停止後の動き
現地時間3月26日15時頃、米サウスウエスト航空はオーランド国際空港からヴィクターヴィル空港への回送便WN8701便（ボーイング737MAX 8型機、N8712L）として運航し、出発離陸後上昇中にエンジントラブルによりオーランド国際空港に引き返し緊急着陸したが、FAAは事故を受けて調査が行われている制御システムの不具合とは無関係としている。サウスウエスト航空は運用停止措置以降、同型機をヴィクターヴィル空港へ集め整備保管する過程でトラブルが起こった。また、同社は運航停止前MAX8でMCAS起因とみられる不具合が8件発生していたが全てパイロットが手動操縦切り換え対応でトラブルを未然に回避し、この不具合は運航時の注意事項として回避策を社内共有していた。

## ボーイングへの影響

### ボーイング社の反応
737MAXの製造元であるボーイングは、「ボーイングは、エチオピア航空302便の乗客と乗務員が亡くなったと聞き、とても悲しんでいる。私たちは家族や乗客や乗組員の愛する人たちに哀悼の意を伝え、エチオピア航空のチームをサポートする準備をする。エチオピア事故調査局とアメリカの国家運輸安全委員会の指示の下、ボーイングの技術チームが墜落現場へ向かい、技術支援を提供する予定だ」という声明を出した。
ボーイングは、737MAXの納入を停止したと発表した。ただし、生産は継続している。
しかし、その後4月6日にボーイングは同型機の生産を2割減産させると発表した。737MAXはボーイングの主力製品であるがゆえに経営への打撃は大きく、ボーイングの業績悪化や、関連産業への影響が心配されている。
ボーイングのCEOであるミュイレンバーグはエチオピア航空302便の事故における暫定報告書が提出された4月4日にビデオメッセージを発表し、システムの誤動作を認める発言をし、謝罪した。また、安全におけるあらゆる行動を取るとした上で、ソフトウェアの改修によって737MAXが安全な機体になるとの話を繰り返した。
一方でエチオピア機の事故で親族を喪った社会運動家のラルフ・ネーダーは6月4日、737MAXが1960年代に設計した機体に改良を加えたものであるとしたうえで、ソフトウェアの問題ではなくエンジンの大型化に伴う構造上の設計不備が問題であると指摘し、ボーイングの幹部の辞任を求めると共に、「絶対に二度と運航してはならない」と737MAXの恒久的な運航停止を主張した。

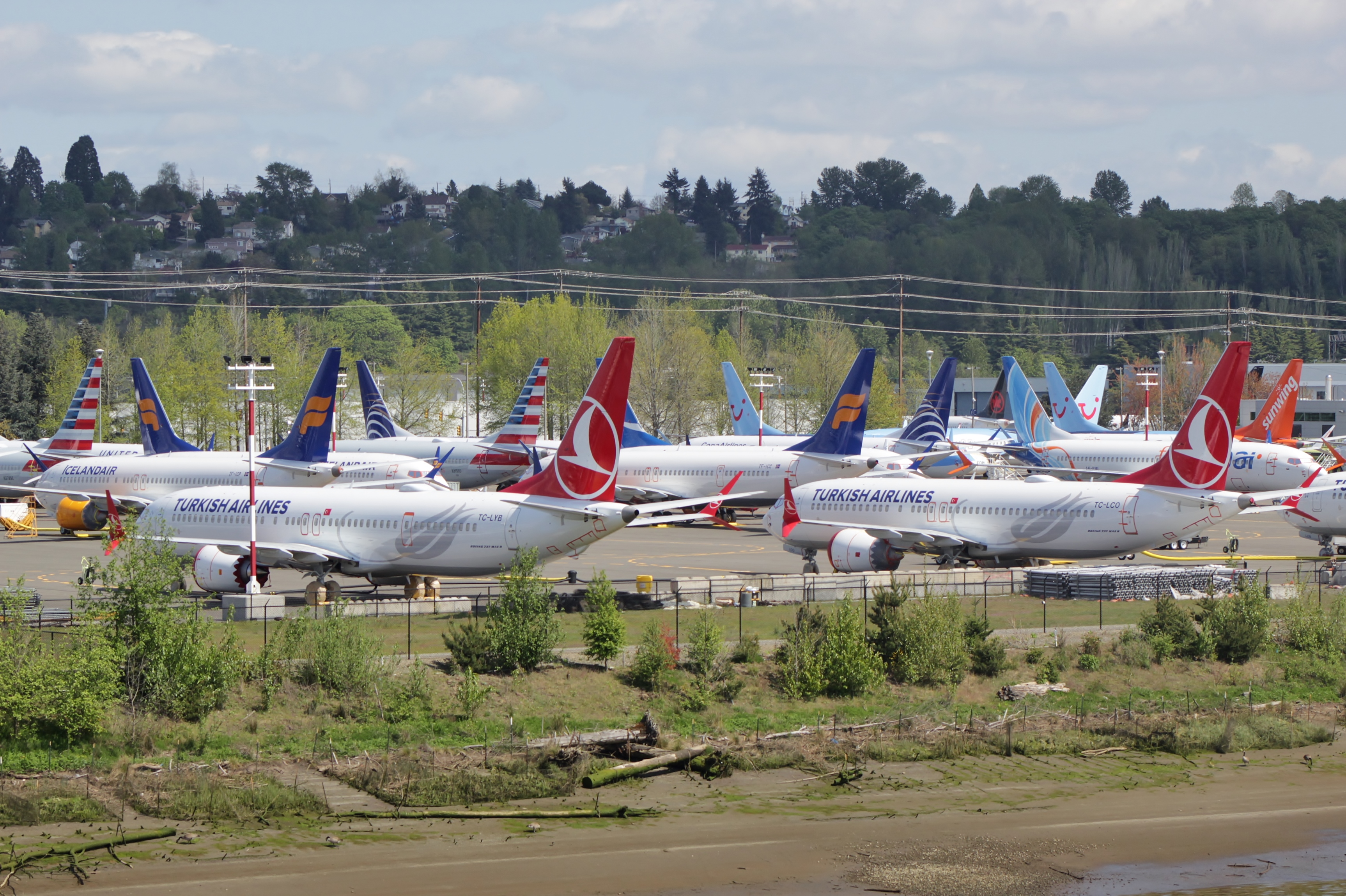
運航停止により、航空会社に引き渡されることなくボーイングフィールドに保管される737MAXの新造機（2019年4月）

### 航空会社による補償請求
ノルウェー・エアシャトルとスパイスジェットは、ボーイング社への補償を要求した。ノルウェー・エアシャトルのCEOのビョルン・チョスは、「一時的に運用停止しなければならないB737MAXの費用を、我々が負担するつもりがないことは明らかだ。この請求書を製造者（ボーイング）に送付する」と述べた。また、インドのスパイスジェットの上級幹部は、「航空機の運用停止についてボーイング社からの補償を求める。また、航空機が受ける必要がある収益の損失とあらゆる種類のメンテナンスや技術的な見直しの代償を求める」と述べた。
また、5月には、中国・上海の中国東方航空もボーイングに対する補償請求に踏み切った。ロイター通信の取材に対し、「2019年3月11日以来のボーイング737 MAXの運航停止は、東航に比較的大きな損失を引き起こした。時間が経つにつれ、関連する損失はさらに大きくなるだろう。また、東航が発注した飛行機の納入の遅れも経済的損失となっている」と述べている。さらに中国東方航空は、補償請求に関して他の航空会社と連絡を取っていなかったとしている。なお、ボーイング社の広報担当者は、中国東方航空の動きについてはコメントを控え、当該機を運用する航空会社とは話し合わなかったと述べた。

### FAAへの調査
アメリカ合衆国運輸省 (DOT) の監察官室は連邦航空局 (FAA) のボーイング737MAXシリーズへの型式承認について調査を開始した。調査の焦点はFAAの安全審査プロセスに不備がなかったかである。エチオピア航空の墜落事故の直後、連邦大陪審はアメリカ合衆国司法省の意向を受けて737MAXの開発に関する書類に対する召喚状を発した。

### 減益
ボーイングにとって主力機種だった737MAXの減産、納入減により、4月24日に発表されたボーイングの2019年1月〜3月期決算で、純利益は21億4900万ドル（約2400億円）となり、13%減となった。

### 航空会社による機材計画の見直し
737MAXを導入する予定であった航空会社においても、機材導入計画の見直しが発生した。
3月18日、ボーイング737-800の後継機としてエアバスA320neoあるいは737MAXの導入を検討しているスカイマーク会長の佐山展生は、Aviation Wireの取材に対して「原因究明できず、370機が止まった状態では（737 MAXを）契約できない」と回答している。また、台湾のファーイースタン航空も発注を見合わせている。
3月24日、インドネシアのガルーダ・インドネシア航空は、「利用客の安全や信頼に対し疑念が残る。安全が最優先だ」との認識を示し、49機あった737 MAX 8の発注を全てキャンセルした。事故後に発注を正式にキャンセルした初めての事例となる。ガルーダ・インドネシア航空は2014年10月に737 MAX 8を50機発注し、2017年秋に1機(PK-GDA)を受領している。
4月6日、エチオピア航空は30機ある737MAXの注文のうち、すでに受領している5機（墜落機含む）を除く25機あった注文を全てキャンセルする方針であると述べた。同社のCEOは、自社がこのトラブルの被害者である事と、同型機が墜落したという汚点が残るとのコメントを述べている。
4月17日、インドのジェットエアウェイズが経営破綻し、保有していた8機を全て失ったうえ、225機のオーダーも全てキャンセルとなった。これにより、ジェットエアウェイズは事実上ガルーダ・インドネシア航空に次いで2番目に737MAXのオーダーを全てキャンセルした航空会社となった。
また6月3日には、アゼルバイジャン航空も、「安全上の懸念」を理由に、10機のMAX 8のオーダーを全てキャンセルした。オーダーキャンセルはガルーダ・インドネシア航空、ジェットエアウェイズに次ぐ3例目となった。
7月9日、サウジアラビアのLCCであるフライアディールが、前述の2度の墜落事故や、運航再開の時期が依然として不透明であることを理由に、ボーイングと2018年末から交渉を続けてきた737 MAXの導入契約を撤回し、同型機のライバル機種であるエアバスA320neoを最大50機導入すると発表した。オーダーキャンセルはガルーダ・インドネシア航空、ジェットエアウェイズ、アゼルバイジャン航空に次ぐ4例目となった。
長年国際線向けに老朽化していたMD-82を運用し続けていた台湾のファーイースタン航空（遠東航空）は、2019年中にも737MAXを8機導入する予定だったが、このトラブルで機材繰りの計画が狂ったことと、資金繰りの悪化も重なって2019年12月13日に全路線が運航停止となった。同じく台湾の新興航空会社の星宇航空（スターラックス・エアラインズ）は当初は短距離路線向けに737MAXを検討していたものの、不具合発覚前に発注をエアバスA321へ切り替えていた創業者の張國煒の決断が功を奏し、2020年の運航開始には影響しなかった。
12月23日、ボーイングはミュイレンバーグCEOの辞任を発表した。後任のCEOはデビッド・カルホーン会長が兼務する。

### SECとの罰金支払いでの合意
2022年9月22日、米国証券取引委員会 (SEC)は、737MAXの連続墜落事故の情報公開をめぐり、ボーイングが2億ドル、当時のミュイレンバーグCEOが100万ドルの罰金をそれぞれ支払うことで和解合意したと発表した。SECはボーイングが適切な情報開示をせず、投資家を欺いたと認定。同社が操縦ミスや整備不良を事故原因だとことさら強調するような内容のプレスリリースを出していたことなどを問題視した。

## 運航再開

### ソフトウェアの修正
ボーイングは、墜落の原因となったMCASの修正を行った。改良版のソフトウェアでは、左右両方のAoAセンサーからの入力を受け取るようにし、左右の値が5.5度以上ずれていた場合にはMCASは動作しないようにした。また、データの食い違いが生じた場合に操縦席に警告を表示する「AoA Disagree Alert」を標準装備とした。また、従来は2基の飛行制御コンピュータのうち片方だけがMCASの入力を行っていたのを両方に改めた。さらに、MCASが動作した場合も、パイロットが操縦桿を引いて機首下げ操作を相殺できる範囲内でのみ補正を行うようにし、自動補正をオーバーライドできるようにした。また、機体が通常の姿勢に戻った時点でシステムは作動を停止し、過剰な機首下げを防止する。

### アメリカ連邦航空局（FAA）
2020年11月18日、FAAはボーイング737-8型機と737-9型機の商用運航再開を認可及び運航停止命令を取り消し、アメリカを含めFAA管轄の航空会社は運航再開に向けた準備可能となり、ボーイングは機体の納入再開可能となった。

### 欧州航空安全局(EASA)
2021年1月27日、EASAはソフトウェアのアップグレード、配線の再配置の改修を前提に、メンテナンスチェック、オペレーションマニュアルの更新、乗務員の再訓練などソフト面でも変更を求め、一連のアップデートを前提としたボーイング737 MAX型改修機について、EU内での運航再開を承認。但し商業運航再開について各運航者が各種の安全条件を満たし、各国航空当局が監督・最終承認を受ける必要があり、すぐに運航再開することにならないとの見解も同時に示した。EASAは運航再開承認に先立ちFAAとは別に試験飛行をCOVID-19渡航制限もありカナダで行ったが試験情報はボーイング、FAAに提供し運航再開には協力している。英国民間航空局（CAA）はEASA承認と同日付で許可している。

### ブラジル民間航空国家機関（ANAC）
2020年11月25日、ANACはFAAとボーイングと運航再開のために試験協力しブラジルでのANACが定めた要件を満たした運航者はブラジルでのボーイング737-8型機の商用運航再開を認可すると発表。

### カナダ運輸省
2021年1月18日、カナダ運輸省はボーイング737 MAXのカナダ国内での運航再開を承認した。20日に運航禁止を解除すると発表。

### オーストラリア民間航空安全庁（CASA）
2021年2月26日、ボーイング737 MAXの運航停止を解除し、海外からの乗り入れを含め運航可能とした。

### 中国民用航空局（CAAC）
事故後真っ先に管轄内の同型機を運航停止させたCAACは、同型機の飛行制御システム設計と関連設計変更案について、ボーイングとFAAに対し耐空適合性に関し航空機設計の耐空適合性を調査して明らかにし、安全対策が徹底されてかつ対応措置が事故調査の結論と密接に関連し的確かつ有効に解決されていることを条件として2019年4月にボーイング、FAAの回答待ちとしたが、単純な航空機問題だけでなく、運航停止時におけるアメリカ合衆国のトランプ政権による米中摩擦の先鋭化や中国商用飛機（COMAC）による旅客機開発競争への参入とも重なり、ボーイングが中国での運航再開に向けた要件提出後もCAACは新型コロナウイルス感染症による渡航制限などを理由に運航再開に向けたCAAC担当による飛行試験自体を先延ばしにしていて、通商問題の一つになる可能性が出てきている。
2023年1月13日、中国南方航空が737MAXの商用運航を再開させた。ただ、中国民用航空局および航空会社は運航再開について特段の声明を発表せず「静かに」運航再開された。

### その他
墜落事故の当事者となったエチオピア航空は2022年2月1日に運航を再開、またライオン・エアはグループ会社のバティック・エア・マレーシアに既存の737 MAX 8を全て移管し運航を再開させた。

## B737 MAXの運用を中断していた航空会社
2020年4月時点で、B737 MAXの運用を中断していた航空会社は以下の通りである。
2020年4月時点ではすべてのB737 MAXが運用停止となっていたが、2020年11月のFAAの運航停止命令取り消し以降、多くの航空会社は運用再開に踏み切っている。
 中華人民共和国
- 中国南方航空 - 24機
- 中国国際航空 - 15機
- 海南航空 - 11機
- 上海航空 - 11機
- 厦門航空 - 10機
- 山東航空 - 7機
- 深圳航空 - 5機
- 中国東方航空 - 3機
- 祥鵬航空 - 3機
- 奥凱航空 - 2機
- 昆明航空 - 2機
- 福州航空 - 2機
- 九元航空 - 1機

 韓国
- イースター航空 - 2機

 モンゴル
- MIATモンゴル航空[36] - 1機

 シンガポール
- シルクエアー - 6機

 インドネシア
- ライオン・エア - 10機
- ガルーダ・インドネシア航空 - 1機

 タイ王国
- タイ・ライオン・エア - 3機

 フィジー
- フィジー・エアウェイズ - 2機

 インド
- スパイスジェット[102] - 13機

 カザフスタン
- SCAT航空 - 1機

 トルコ
- ターキッシュ エアラインズ[103] - 12機
- コレンドン航空 - 1機

 アラブ首長国連邦
- フライドバイ[104] - 14機

 オマーン
- オマーン・エア - 5機

 イギリス
- TUIエアウェイズ[105] - 15機

 ノルウェー
- ノルウェー・エアシャトル[106] - 18機

 ポーランド
- LOTポーランド航空[107] - 5機
- エンター・エア - 2機

 アイスランド
- アイスランド航空[108] - 6機

 チェコ
- スマートウィングズ - 7機

 ロシア
- S7航空[109] - 2機

 エチオピア
- エチオピア航空[110][45] - 4機

 モロッコ
- ロイヤル・エア・モロッコ[111] - 2機

 南アフリカ共和国
- コムエアー[112][注釈 2] - 1機

 モーリタニア
- モーリタニア国際航空[113] - 1機

 アメリカ合衆国
- サウスウエスト航空 - 34機
- アメリカン航空 - 24機
- ユナイテッド航空 - 14機

 カナダ
- エア・カナダ - 24機
- ウエストジェット航空 - 13機
- サンウイング航空[114] - 4機

 パナマ
- コパ航空[115][116] - 6機

 ケイマン諸島
- ケイマン航空[117] - 2機

 メキシコ
- アエロメヒコ航空[118] - 6機

 ブラジル
- ゴル航空[119][120] - 7機

 アルゼンチン
- アルゼンチン航空[121][122] - 5機

 不明
- 運用者不明[注釈 3][123] - 8機
- 運用者不明[注釈 4] - 3機

## 運用を禁止していた国・地域・機関
エチオピア航空302便の墜落後、737 MAXの運用禁止や空域内飛行禁止を決める国・地域・機関が相次いだ。
2019年3月15日時点で、以下の通りであった。
- 日本[125]
- アルバニア[126]
- アルゼンチン[127]
- アルメニア[128]
- オーストラリア[40]
- オーストリア[129]
- ベルギー[130]
- ベラルーシ[131]
- バミューダ[132]
- ブラジル[133]
- カナダ[134]
- チリ[135]
- 中華人民共和国[136][137][138]
- コロンビア[139]
- コスタリカ[140]
- キプロス[141]
- デンマーク[142]
- エジプト[143]
- 欧州連合（EFTAを含む）[144][145][146]
- フィジー[147]
- フランス[148]

- ギリシャ[149]
- ジョージア[150]
- ドイツ[151]
- 香港[152]
- インド[153]
- インドネシア[35]
- アイルランド[154]
- イラク[155]
- イスラエル[156]
- イタリア[145]
- カザフスタン[157]
- 韓国[158]
- コソボ[159]
- クウェート[160]
- レバノン[161]
- マレーシア[162][163]
- マカオ[164]
- メキシコ[165]
- モンゴル[166]
- モンテネグロ[167]
- モルドバ[168]

- ナミビア[169]
- ナイジェリア[170]
- オランダ[171][146]
- ニュージーランド[172]
- オマーン[173]
- パナマ[174]
- ポーランド[175]
- ポルトガル[176]
- ロシア[177]
- セルビア[178]
- シンガポール[179]
- 中華民国（台湾）[180][181][182]
- タイ王国[183]
- トリニダード・トバゴ[184]
- トルコ[185][186]
- アラブ首長国連邦[187]
- ウクライナ[188]
- イギリス[189][190]
- アメリカ合衆国[191][192][193]
- ウズベキスタン[194]
- ベトナム[195]

## 映像化
- メーデー!:航空機事故の真実と真相 第19シーズン第4話「Grounded: Boeing Max 8」